# Miss Szerbia

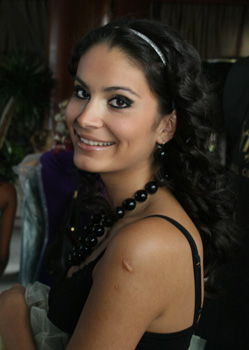
Mirjana Božović, Miss Szerbia 2007

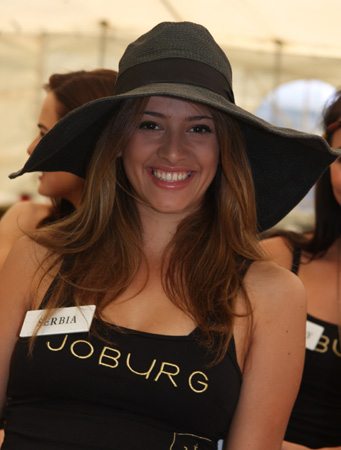
Nevena Lipovac, Miss Szerbia 2008

A Miss Szerbia (Mis Srbije) egy évenkénti megrendezésű szépségverseny Szerbiában. 2006 óta rendezik meg. 2006 előtt az ország nem volt önálló, hanem Montenegróval volt közös állam, így az akkori szépségversenyt Miss Szerbia-Montenegró név alatt rendezték, azóta a Miss Montenegró verseny is különvált.
A verseny győztese a Miss World, a második helyezettje a Miss Universe versenyre utazik. Ezen a két versenyen kívül a győztes vagy valamelyik helyezett részt vesz a Miss International és a Miss Earth versenyeken is.

## Győztesek
| Év   | Győztes         | 2. helyezett      | 3. helyezett         |
| ---- | --------------- | ----------------- | -------------------- |
| 2006 | Vedrana Grbović | Teodora Marčić    | Ana Mladenovic       |
| 2007 | Mirjana Božović | Zorana Tasovac    | Bojana Borić         |
| 2008 | Nevena Lipovac  | Dragana Atlija    | Milica Nedeljkovic   |
| 2009 | Jelena Marković | Lidija Kocić      | Jovana Biševac       |
| 2010 | Milica Jelić    | Anja Šaranović    | Jelena Milosavljević |
| 2011 | Milica Tepavac  | Bojana Lečić      | Branislava Mandić    |
| 2012 | Nikolina Bojic  | Aleksandra Doknic | Ana Vrcelj           |
| 2013 | Milica Vukliš   | Arne Zeković      | Jovana Maksimović    |

## Résztvevők a Miss World versenyen
A Miss World versenyre a Miss Szerbia győztese utazik.
| Év   | Versenyző         | Eredmény |
| ---- | ----------------- | -------- |
| 2006 | Vedrana Grbović   |          |
| 2007 | Mirjana Božović   |          |
| 2008 | Nevena Lipovac    |          |
| 2009 | Jelena Marković   |          |
| 2010 | Milica Jelić      |          |
| 2011 | Milica Tepavac    |          |
| 2012 |                   |          |
| 2013 | Aleksandra Doknic |          |
| 2014 | Milica Vukliš     |          |

## Résztvevők a Miss Universe versenyen
A Miss Universe versenyre a Miss Szerbia második helyezettje utazik.
| Év   | Versenyző                                     | Eredmény |
| ---- | --------------------------------------------- | -------- |
| 2007 | Teodora Marčić                                |          |
| 2008 | Bojana Borić                                  |          |
| 2009 | Dragana Atlija                                |          |
| 2010 | Lidija Kocić                                  |          |
| 2011 | Anja Šaranović                                |          |
| 2012 | Bojana Lečić (visszalépett) Branislava Mandic |          |
| 2013 | Ana Vrcelj                                    |          |
| 2014 | Arne Zeković                                  |          |

## Résztvevők a Miss International versenyen
A Miss International versenyre a Miss Szerbia valamelyik helyezettje utazik.
| Év   | Versenyző       | Eredmény |
| ---- | --------------- | -------- |
| 2007 | Teodora Marčić  |          |
| 2008 | Sanja Radinovic |          |
| 2009 | -               | -        |
| 2010 | Anja Šaranović  | Top 15   |

## Résztvevők a Miss Earth versenyen
| Év   | Versenyző         | Eredmény |
| ---- | ----------------- | -------- |
| 2006 | Dubravka Skoric   |          |
| 2007 | Sladjana Damjanac |          |
| 2008 | Bojana Traljic    |          |
| 2009 | Dijana Milojkovic |          |
| 2010 | Tijana Rakic      |          |

## Fordítás
Ez a szócikk részben vagy egészben  a   Miss Serbia című angol Wikipédia-szócikk ezen változatának fordításán alapul.  Az eredeti cikk szerkesztőit annak laptörténete sorolja fel. Ez a jelzés csupán a megfogalmazás eredetét és a szerzői jogokat jelzi, nem szolgál a cikkben szereplő információk forrásmegjelöléseként.